# Waw (syriaque)
Pour les articles homonymes, voir Vav (lettre).
Cette page contient des caractères spéciaux ou non latins. S’ils s’affichent mal (▯, ?, etc.), consultez la page d’aide Unicode.
Waw (ܘ) est la 6e lettre de l'alphabet syriaque.
Son caractère Unicode est 0718.